# Barnet (film, 1913)
Barnet är en svensk dramafilm från 1913 regisserad av Mauritz Stiller. 

## Handling
Georg Mills (Victor Sjöström) och Mary (Lili Bech) älskar varandra. Detta är en relation som Marys far inte samtycker till. Genom att han sätter in en falsk förlovningsannons mellan Georg och en annan kvinna lyckas fadern övertala Mary att gifta sig med skeppsredaren Gordon (Einar Fröberg). Det är bara Mary som känner till att hon redan väntar barn med Georg. Tio år senare träffas Georg och Mary på en badort där Georg arbetar som läkare och Georgs nuvarande äktenskap genomgår en kris. Allt löses genom att Mary och Georg blir goda vänner och Mary berättar för sin dotter Jane att Georg är hennes far. 

## Om filmen
Filmen premiärvisades den 13 januari 1913 på biograf Cosmorama i Göteborg. Barnet var Stillers tredje film; efter att den visats i en kortare version förbjöds den. Stiller klippte om filmen och utökade den med tidigare inspelade men dittills ej medtagna scener till en längre version som även den blev barnförbjuden. För fotot svarade Julius Jaenzon. Barnet är inte bevarad.

## Rollista (i urval)
| Victor Sjöström | – Georg Mills, medicinare    |
| Lili Bech       | – Mary                       |
| Einar Fröberg   | – Harry Gordon, skeppsredare |
| Anna Norrie     | – Georgs hustru              |